# كسب الهوائي

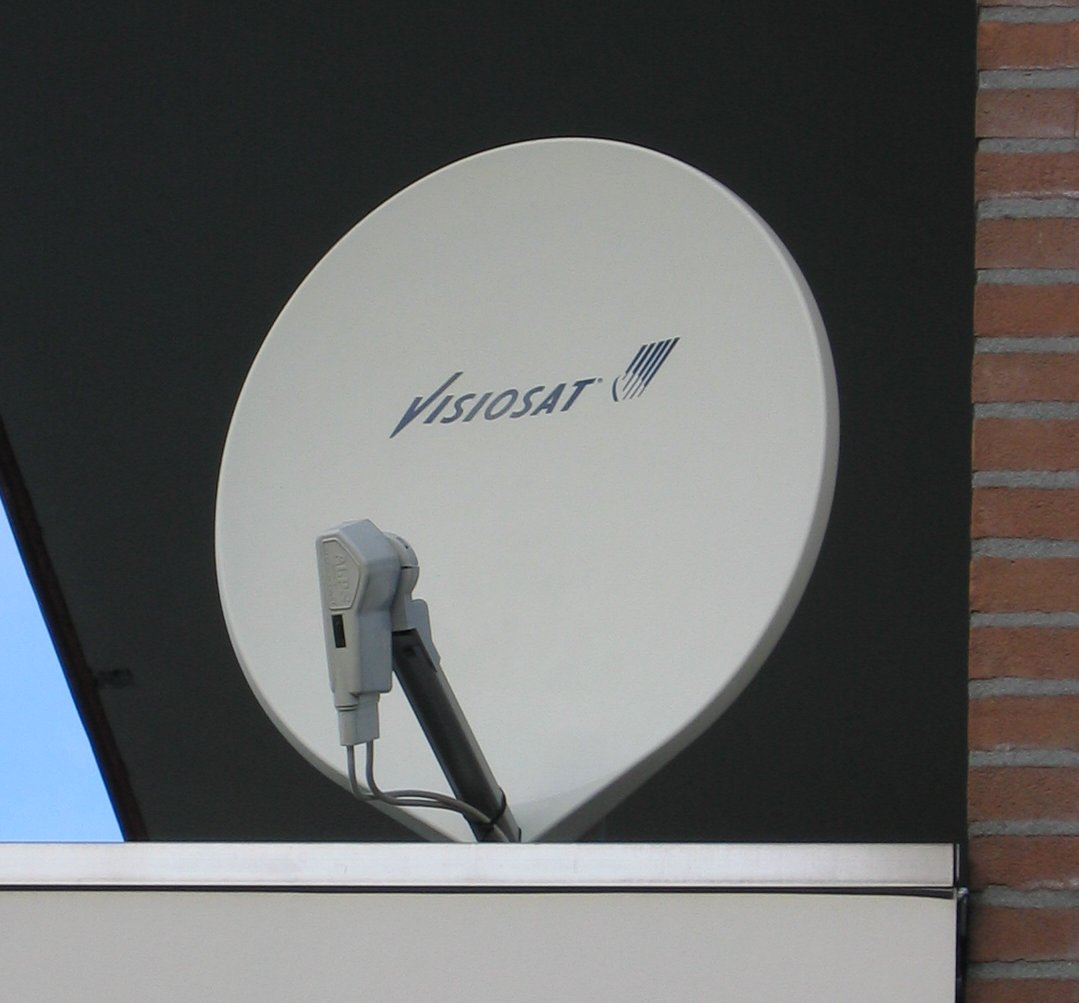

كسب الهوائي هو مقياس لمدى كفاءة الهوائي ولمتجهيته، أي نسبة الأشعة الكهرومغناطيسية التي تنطلق في اتجاه معين بالنسبة للمجموع الكلي للاشعة المرسلة.
يقاس كسب الهوائي بالمقارنة بالهوائي الذي يبث في جميع الاتجاهات. وطبقا لقانون انحفاظ الطاقة فالهوائي العالي الكسب يجب أن يكون ذو شعاع كهرومغناطيسي ضيق.

## معادلة الكسب
{\displaystyle Gain=4\pi \left({\frac {\mbox{Radiation Intensity}}{\mbox{Antenna Input Power}}}\right)}